# Coppa Agostoni 2016
 (novembre 2023).
Si vous disposez d'ouvrages ou d'articles de référence ou si vous connaissez des sites web de qualité traitant du thème abordé ici, merci de compléter l'article en donnant les références utiles à sa vérifiabilité et en les liant à la section « Notes et références ».
La Coppa Agostoni 2016 est une course d'un jour de catégorie 1.1 disputée le 15 septembre 2016 autour de Lissone en Italie.
Elle est remportée par Sonny Colbrelli, un coureur cycliste italien jouant pour le club Bardiani CSF.

## Présentation

### Équipes
| WorldTeams (2)- Lampre-Merida - Astana Équipes continentales professionnelles (10)- CCC Sprandi Polkowice - Bardiani CSF - Wilier Triestina-Southeast - Androni Giocattoli-Sidermec - Caja Rural-Seguros RGA - Gazprom-RusVelo - Nippo-Vini Fantini - Fortuneo-Vital Concept - Team Novo Nordisk - Team Roth Équipes continentales (10)- Unieuro Wilier - D'Amico Bottecchia - GM Europa Ovini - Norda-MG.Kvis - Dimension Data-Qhubeka - Meridiana Kamen - Tirol - Kolss-BDC - Parkhotel Valkenburg Continental - Amore & Vita-Selle SMP Équipe nationale- Italie |
| |

### Classement général
| \| Classement général \| Classement général \| Classement général \| Classement général \| Classement général \| \| Coureur \| Coureur \| Pays \| Équipe \| Temps \| \| ------------------ \| ------------------ \| ------------------ \| --------------------------- \| ------------------ \| \| 1er \| Sonny Colbrelli \| Italie \| Bardiani CSF \| 5 h 05 min 57 s \| \| 2e \| Diego Ulissi \| Italie \| Lampre-Merida \| + 0 s \| \| 3e \| Francesco Gavazzi \| Italie \| Androni Giocattoli-Sidermec \| + 0 s \| \| 4e \| Giovanni Visconti \| Italie \| Movistar Team \| + 0 s \| \| 5e \| Grega Bole \| Slovénie \| Nippo-Vini Fantini \| + 0 s \| \| 6e \| Yonder Godoy \| Venezuela \| Wilier Triestina-Southeast \| + 0 s \| \| 7e \| Andrea Fedi \| Italie \| Wilier Triestina-Southeast \| + 0 s \| \| 8e \| Marco Tizza \| Italie \| D'Amico Bottecchia \| + 0 s \| \| 9e \| Matteo Busato \| Italie \| Wilier Triestina-Southeast \| + 0 s \| \| 10e \| Jonathan Lastra \| Espagne \| Caja Rural-Seguros RGA \| + 0 s \| |                   |           |                             |                 |
| |                   |           |                             |                 |
| |                   |           |                             |                 |
| Classement général |                   |           |                             |                 |
| Coureur | Coureur           | Pays      | Équipe                      | Temps           |
| 1er | Sonny Colbrelli   | Italie    | Bardiani CSF                | 5 h 05 min 57 s |
| 2e | Diego Ulissi      | Italie    | Lampre-Merida               | + 0 s           |
| 3e | Francesco Gavazzi | Italie    | Androni Giocattoli-Sidermec | + 0 s           |
| 4e | Giovanni Visconti | Italie    | Movistar Team               | + 0 s           |
| 5e | Grega Bole        | Slovénie  | Nippo-Vini Fantini          | + 0 s           |
| 6e | Yonder Godoy      | Venezuela | Wilier Triestina-Southeast  | + 0 s           |
| 7e | Andrea Fedi       | Italie    | Wilier Triestina-Southeast  | + 0 s           |
| 8e | Marco Tizza       | Italie    | D'Amico Bottecchia          | + 0 s           |
| 9e | Matteo Busato     | Italie    | Wilier Triestina-Southeast  | + 0 s           |
| 10e | Jonathan Lastra   | Espagne   | Caja Rural-Seguros RGA      | + 0 s           |

## UCI Europe Tour
La Coppa Agostoni 2016 est une course faisant partie de l'UCI Europe Tour 2016 en catégorie 1.1, les 25 meilleurs temps du classement final emporte donc de 125 à 3 points.
| Position | 1er | 2e | 3e | 4e | 5e | 6e | 7e | 8e | 9e | 10e | 11e | 12e | 13e | 14e | 15e | 16e | 17e | 18e | 19e | 20e | 21e | 22e | 23e | 24e | 25e |
| -------- | --- | -- | -- | -- | -- | -- | -- | -- | -- | --- | --- | --- | --- | --- | --- | --- | --- | --- | --- | --- | --- | --- | --- | --- | --- |
| PTS UCI  | 125 | 85 | 70 | 60 | 50 | 40 | 35 | 30 | 25 | 20  | 15  | 10  | 5   | 5   | 5   | 3   | 3   | 3   | 3   | 3   | 3   | 3   | 3   | 3   | 3   |